# Ruben-samlingen
Ruben-samlingen er Danmarks ældste bevarede lydoptagelser, i alt 154 unikke fonografvalse-optagelser foretaget i København 1889-1895 på Thomas Edisons forbedrede fonograf. Optagelserne blev forestået af generalkonsul og grosserer Gottfried Moses Ruben (1837-1897), deraf samlingens navn. Han virkede som generalagent for Edison-selskabet i hele Skandinavien i samarbejde med sin forretningspartner instrumentmager Theodor Valdemar Cornelius-Knudsen (1844-1920). Ved fonograf-demonstrationer kunne et betalende publikum lytte til udvalgte og ofte aktuelle optagelser med datidens populære danske skuespillere, sangere og musikere. Således udgør optagelserne som helhed et lydspor til Københavns teater- og musikliv i første halvdel af 1890'erne.
Denne næsten glemte kulturarvssamling opbevares på Det Kgl. Bibliotek (tidligere Statsbiblioteket) i Aarhus og blev digitaliseret i 2007. 127 af valserne er efterfølgende lydrestaureret og tilgængeliggjort online i 2015.

## Samlingens historie

### Samlingens produktionshistorie 1889-1895
Introduktionen af Edisons forbedrede fonograf i Europa skete første gang ved verdensudstillingen i Paris i maj 1889. Generalkonsul Gottfried M. Ruben bragte den i samarbejde med firmaet Cornelius Knudsen til Danmark få måneder senere.
Den første demonstration af fonografen fandt sted på Fredensborg 28. september 1889, hvor kongefamilien fik lov at opleve den nye maskine.
De følgende måneder afholdtes der demonstrationer for pressen, Industriforeningens medlemmer og andre foreninger. Endelig blev fonografen, som nu havde fået støjreducerende forbedringer siden dens ankomst i landet, fremvist for publikum fra 23. februar 1890.
Fonografen var på dette tidspunkt dyr og teknisk avanceret. Forevisninger var ikke billige, og køb af maskinen blev foretaget af velhavere og forretningsfolk.
Fonografen blev oftest udstillet i forbindelse med andre forlystelsesarrangementer eller udstillinger. Den blev eksempelvis udstillet i Tivoli flere gange, bl.a. i forbindelse med en maleriudstilling.
Opmærksomheden omkring fonografen fortsatte frem til maj 1892, hvorefter interessen syntes at tage af frem til 1894, hvor en ny model blev lanceret.
Den nye fonograf var en bedre og forenklet version af Edisons fonograf. Den blev først introduceret ved verdensudstillingen i Chicago i 1893, hvorefter den kom til Danmark i februar 1894.
Forbedringerne indebar en mere simpel brug af maskinen, og den tilføjede automatisering gjorde, at valsen nu drejede i et konstant tempo. Denne forenklede udgave var med til at øge fonografens og lydoptagelsernes udbredelse.
Fonografen blev forsøgt solgt til brug i arbejdssammenhænge som diktafon til breve, som efterfølgende kunne transskriberes på skrivemaskinen.
Fonografen blev dog for det meste stadig brugt som attraktionsobjekt og blev udstillet i Den Frie Udstillings træbygning på Rådhuspladsen og sidenhen som fonograf-automat i Tivoli og Zoologisk Have.
Selvom fonografens nyhedsværdi efterhånden aftog, fortsatte Ruben med at udstille fonografoptagelser på nye måder, som da han udstillede en samling optagelser af den afdøde Peter Schrams sange i forbindelse med dennes død i 1895. Af denne samling er der i dag bevaret én optagelse, som indgår i Ruben-samlingen.
I overgangen til det 20. århundrede blev fonografen billigere og lettere at betjene. Dermed blev den tilgængelig som hjemmeunderholdning for en bredere del af befolkningen.

### I Hegermann-Lindencrones hænder 1935-1990

#### De tidligste overførelser fra fonografvalser til grammofonplader
Efter Gottfried Rubens død i 1897 forblev dele af samlingen i familiens varetægt. I begyndelsen af 1936 donerede sønnen Victor Gottfried Nathan Ruben (1876-1942) tre kasser á (op til) 48 valser til journalist og pladesamler Knud Alexander Berling Hegermann-Lindencrone (1907-94).
Senere tilføjedes yderligere tre kasser til Hegermanns samling, der kom fra den beholdning G. Ruben havde overdraget til Polyteknisk Læreanstalt (i dag Danmarks Tekniske Universitet) i sin tid. Pladeselskabet Nordisk Polyphon havde takket nej til samlingen i slutningen af 1935 eller begyndelsen af 1936, og havde opfordret Hegermann-Lindencrone til at kontakte V. Ruben.
I anledning af den berømte danske tenor Vilhelm Herolds (1865-1937) 70 års fødselsdag i 1935 havde Hegermann overført seks valser til tre grammofonplader.
Herold havde indsunget på både grammofonplader, der stadig var i omløb, og fonograf, men de tidligste optagelser på fonografvalser var ikke længere tilgængelige i 1935.
De overførte valser stammede fra omkring 1901-1903. Dette samarbejde anslås at ligge bag Polyphons ide om at henlede Hegermanns opmærksomhed på Ruben-samlingen og V. Ruben.
I 1936 tog Hegermann-Lindencrone initiativ til at udgive et mindre antal optagelser i Ruben-samlingen på grammonfonplade.
Efter at have ligget gemt og glemt i 40 år blev et mindre antal valsers lyd ”paa Foranledning af Radiolytteren, [...] elektrisk overført til Plade af Nordisk Polyphon” (Radiolytteren, 9. februar 1936), overført til shellack-plader og kom således til offentlighedens kendskab. Radiolytteren var et ugemagasin, hvori Hegermann anmeldte grammofonplader og med begejstring omtalte det unikke fund, som Ruben-samlingen var.
I februar 1936 tilbød Hegerman sine læsere en subskription på en pladeudgivelse. Det drejede sig om én plade med sangere og én plade med skuespillere, der alle var tilknyttet Det Kgl. Teater.
Der var planer om at lade et lille hæfte følge med pladerne, der skulle rumme transskriptioner af teksterne og andre oplysninger.
Pladerne er i dag yderst sjældne.

#### Overførelsen
Den oprindelige teknik uden elektrisk hjælp blev anvendt i overførelsen. De originale valser afspilledes på en Edison Amberola fonograf fra 1910, som var udstyret med en speciel tonearm koblet til et meget stort horn. Lyden blev herfra optaget af Polyphons indspilningstekniker med den mikrofontype, som pladeselskabet normalt anvendte.
Lyden blev skåret i voks for senere at blive presset til grammofonplade. Redigering af det skårne var ikke muligt. Derfor skulle alt lykkes i én omgang.
Efter 1937 optog Hegermann også en række af Det Kgl. Teaters forestillinger. Af disse optagelser, ca. 1.600 i alt, findes nogle stadig i dag i Hegermann-Lindencrones Båndarkiv på Det Kgl. Teater samt flere er udgivet på plade og CD.
Store dele af Hegermanns pladesamling, herunder de bevarede Ruben-valser, er siden 1990 ved køb indgået i Statsbibliotekets samlinger.

### Samlingen i dag
I 1990 fik Statsbiblioteket i Aarhus mulighed for at købe Hegermann-Lindencrones fonograf-samling. Denne bestod af ca. 80 Ruben-valser, der primært indeholder tale og sang. Inden dette havde Tony Franzén (en svensk privat samler) allerede købt ca. 70 valser bestående hovedsageligt af instrumentale optagelser. Disse blev solgt videre til Statsbiblioteket i 2007. Revymuseet har derudover overdraget tre valser til biblioteket. To valser vides fortsat at være i privateje.

#### Statsbibliotekets digitalisering og restaurering
I 2004 købte Statsbiblioteket en såkaldt Archeophone (se billede). Dette er en specialdesignet afspiller lavet i yderst begrænset antal af franskmanden Henri Chamoux. Med denne afspiller kunne man begynde arbejdet med at digitalisere samlingen af de danske fonografvalser. Maskinen er designet således, at den slider mindst muligt på de skrøbelige voksvalser. At gøre valserne tilgængelige for den brede offentlighed, vanskeliggøres netop af denne skrøbelighed. Valserne har gennem tiden været udsat for både varme, fugt og endda uhensigtsmæssig afspilning af tidligere ejere.
I august 2007 ankom en af Europas førende eksperter i overførsel af fonografvalser Franz Lechleitner til Aarhus for at se Ruben-valserne. I oktober samme år begyndte han digitaliseringen, som tog en lille uges tid. Lyd-signalerne fra Archeophonen digitaliseredes i en opløsning på 24bit og med en samplingfrekvens på 96kHz.

##### Problemer i overførslen
Der kan især peges på to overordnede problematikker, som har kompliceret digitaliseringsprocessen: En analog problemstilling ved omdrejningstallet og en digital ved den lydlige efterbearbejdning. 
Omdrejningstallet: Da der i 1890'erne endnu ikke eksisterede standarder for omdrejningshastigheder på valserne, kendes de varierende omdrejningstal brugt ved optagelserne ikke præcist. Dette har man måtte vurdere fra valse til valse under digitaliseringsprocessen. Claus Byrith og Steen Kaargaard Nielsen fastslår, at det sandsynligvis har ligget på mellem ca. 100 og ca. 150 omdrejninger i minuttet (dette giver en mulighed for en tonal udsvingning på omkring en kvint). Omdrejningstallet er især centralt for de første 80 valser, hvor indholdet hovedsageligt er sang og tale, da det er så godt som umuligt at vide, hvordan disse stemmer har lydt, medmindre man kan sammenligne med andre helst samtidige optagelser med samme kunstnere.
Den digitale efterbearbejdning: I den digitale efterbearbejdning kan nævnes tre centrale problemer, som Claus Byrith har forsøgt (vha. forskelligt software og hardware) at løse. Det drejer sig om 1) store cracks (som kommer af revner eller ridser i valserne), 2) crackling (kan sammenlignes med lyden fra en stegepande) og endelig 'den brusende støj' eller 'hissen' (en grundlæggende støj som befinder sig bag den egentlige nyttelyd).

## Samlingens indhold

### Opera og skuespil på Det Kgl. Teater
18 af valserne i Ruben-samlingen er identificeret som værende optagelser af opera, skuespil og sang fremført af kunstnere med tilknytning til Det Kgl Teater i København. Enkelte valser kan dateres præcist grundet såkaldte slutannonceringer, der siges af den fremførende kunstner i slutningen af optagelsen, som det er
tilfældet med optagelsen af Olaf Poulsen i rollen som Løjtnant von Buddinge i syngespillet Genboerne af Jens Christian Hostrup. Poulsen afrunder optagelsen med: ”Olaf Poulsen, september 1894”. Langt de fleste valser er dog udaterede, men kan med stor sandsynlighed dateres til mellem 1890 og 1895, i mange tilfælde på baggrund af avisomtale, annonceringer eller koncertprogrammer. 
Tre af de 18 valser er optagelser af danske operasangere heriblandt Peter Schram og Niels Juel Simonsen, der synger arier fra hhv. Mozarts Don Juan og Gounods Faust, i begge tilfælde oversat til dansk. Særligt førstnævnte er interessant, da Schram regnes for den tidligst fødte Mozart-sanger, med hvem en lydoptagelse er bevaret. Schram fremfører sin arie a cappella, mens Simonsen bliver akkompagneret af en ukendt pianist.
Ved siden af de internationalt kendte operaer blev der optaget uddrag af flere danske skuespil. De præsenterer et dramatisk kernerepertoire, som blev opført på nationalscenen og inkluderer stykker af bl.a. andre Ludvig Holberg, Adam Oehlenschläger og Jens Christian Hostrup. Blandt skuespillerne på optagelserne findes nogle af de mest kendte og populære skikkelser i Københavns kulturliv omkring 1890, som Louise Phister, Ludvig Phister, Olaf Poulsen og Emil Poulsen.

### Vaudeville og lystspil
Ruben-samlingen rummer en lang række optagelser af skuespillere i det sene 1800-tals aktuelle vaudeviller og lystspil, som spillede på de tre privatteatre Casino, Folketeatret og Dagmarteatret. Heriblandt optagelser med Marius Berggreen og Harald Kolling i forklædningsroller fra den meget populære vaudeville Redaktionssekretæren, der havde haft premiere på Folketeatret i 1863 og frem til 1897 blev spillet 164 gange. Desuden uddrag fra Jeppe På Bjerget med Otto Zinck som Jeppe, den første skuespiller, der i København spillede rollen uden for nationalscenen, som havde eneret på forestillingen. 
Et af samlingens mest originale indslag udgøres af en sketch med skuespiller Viggo Lindstrøm iscenesat som en telefonsamtale på et tidspunkt, hvor telefonen stadig var en forholdsvis ny opfindelse og ikke særligt udbredt. Skuespilleren foregiver at ringe til en række af de meget forskellige karakterer, som han senest havde spillet på Dagmarteatret, og reklamerer således for sin professionelle alsidighed. Følgende fem, både komiske og tragiske, roller portrætteres: Murer Mattern fra Lille Hanne, Rabbi Ben Akiba fra Uriel Acosta, Smedemester Henriksen fra Formaaende Venner, Husmester Bergkvist fra Skandalen i Nat og redaktør Jakob Knudsen fra Henning Tondorf.

### Revysang
En mindre del af Ruben-samlingen består af værker fra nogle af tidens mest populære revykunstnere. Nogle af disse optagelser er velbevarede, mens andre er i meget ringe stand. Blandt de stadig lytbare optagelser findes Frederik Jensens populære revy-farce Velkommen i det grønne eller Vores egne kinesere, som gik 142 gange på Nørrebros Teater i vintersæsonen 1894-1895.

En anden i tiden meget populær revykunstner, William Gerner, optræder også i Rubensamlingen. Grundet Gerners pludselige død i 1899, er optagelserne fra Ruben-samlingen de eneste eksisterende optagelser med kunstneren. Den bedst bevarede af de to Gerner-optagelser er sangen Hva jeg nu’nte tror fra Byens fædre eller Sommerrevyen fra 1895, hvor han i viseteksten referer til en række aktuelle personer og begivenheder, som f.eks. bank- og industrimanden C.F. Tietgen.

### Nordisk sang
Blandt valserne i Ruben-samlingen findes også sangoptagelser indsunget af nogle af tidens populære koncertsangere. Disse sange repræsenterer et koncertrepertoire af populære og folkelige sange og viser. Særligt findes danske og svenske sange, men også norske, engelske og franske sange er indsunget. Sangene er typisk indspillet a cappella eller med klaverakkompagnement. Ofte er sangene redigeret, så de er tilpasset valsernes korte format.
Af sangerne er Augusta Lütken den bedst repræsenterede med seks optagelser, herunder Home, Sweet Home (fra den engelske opera Clari or The Maid of Milan), Godmorgen (med musik af Edvard Grieg) og I Würtzberg ringe de klokker til fest (med musik af P.E. Lange-Müller), alle indspillet med klaverakkompagnement (pianist ukendt) og så langt tilbage som i august 1890. I de sidste to linjer af Home, Sweet Home kan koloratursopranen Lütken ikke holde sig fra at vise sig frem med en vokalmelisme og en lang trille til sidst.
Den også populære koncertsanger Niels Juel Simonsen findes indspillet med en dansk aftensang, Flyv, fugl! Flyv, samt to duetter med Anne Christine Thorning-Lembcke, den danske I skoven og den franske La brise est douce fra Gounods opera Mireille, alle højst sandsynligt med klaverakkompagnement af sangerindens ægtemand, operarepetitør Gustav Adolph Lembcke. Disse indspilninger har fundet sted 31. maj 1894, hvilket annonceres i slutningen af to af valserne.
Bas-barytonen August Stitz, der ved siden af sit virke som guldsmed optrådte som koncertsanger, er repræsenteret med to uakkompagnerede svenske sange, Per Svinaherde og Du gamla, du friska, hvor den sidste genkendes som en tidlig udgave af Sveriges nationalsang. Særligt i Per Svinaherde kommer Stitzes dybe stemme til sin ret i en dramatisk fortolkning, der ender med iscenesat publikumsbifald.
Blandt sangene finder man også en dansk sømandsvise, I sund og i bælt indsunget af Peter Cornelius med klaverakkompagnement af Robert Henriques, og den svenske sang Längtan till landet udsat for mandskor og indsunget uden akkompagnement af Berggreens Kvartet.

Hvor usædvanligt det var at høre sin egen indspillede stemme og måske også betydningen af de optagetekniske begrænsningen, kommer til udtryk i slutannonceringen af den norske sang Killebukken indsunget af den svenske operettesanger Anna Norrie. Hvor man i annonceringen typisk fastslår dato og navn, annoncerer Norrie derimod sin utilfredshed med resultatet af optagelsen: ”Jag tycker min stemma låter förskräckligt [i] fonografen. Jag vill aldrig sjunge i den mer. Anna Norrie.” Sangerinden ombestemte sig dog senere og indspillede grammofonplader i Stockholm i 1905 og 1912.

### Dansk litteratur
I Ruben-samlingen er H.C. Andersen repræsenteret med historien "Det er ganske vist" i en forkortet versionvær. Det formodes at være skuespiller Elith Reumert især kendt fra Det Kgl. Teater, der leverer oplæsninen. Dette vides dog ikke med sikkerhed, da valsens etiket mangler. Teaterhistoriker Torben Krogh beskrev Elith Reumert som en meget skattet og populær oplæser pga. sin "klassisk prægede sprogbehandling og sonore røst[...] På optagelsen giver skuespilleren en levende og nuanceret karakterisering af historiens hovedpersoner, de sladdervorne fjerkræ..." Elith Reumert har i midten af 1920'erne skrevet to bøger om H.C. Andersen, H.C. Andersen som han var og H.C. Andersen og det Melchiorske Hjem. Derudover har han vakt opsigt på turneer i England og USA med sine fortolkninger af H.C. Andersens eventyr.
Ruben-samlingen indeholder også et brudstykke af Holger Drachmanns Ligprædiken fra digtsamlingen Sange ved havet fra 1877. Dette er et af samlingens få eksempler på dansk poesi. Denne begravelsestale over en druknet fisker blev oplæst af skuespiller Benjamin Pedersen, der var tilknyttet Folketeatret (1876-1889) og Dagmarteatret (1889-1897). Optagelsen bliver nævnt i Adresseavisen 4.december 1895 som del af et fonogramprogram i Den Frie Udstillingsbygning, og sammen med den gode lydkvalitet indikerer det, at valsen er optaget i 1895. En håndskrevet etiket fra Ruben-samlingen dokumenterer, at Benjamin Pedersen også indspillede Emil Aarestrups digt "Pater Hugo" fra Digte (1838). Denne valse er dog gået tabt.
Carl Maglekilde-Petersen udgav i midten af 1890'erne en række bøger med korte, kærligt humoristiske fortællinger. Her skildres hans samtids sjællandske folkeliv. Maglekilde-Petersen var, ifølge litteraturhistoriker Peder Hesselaa, kendt for at komme rundt på må og få og bl.a. besøge forskellige herregårde for at vurdere møbler. Han var desuden kendt for at være en god historiefortæller, der kunne underholde ethvert publikum. 17. december 1895 indtalte Maglekilde-Petersen selv en af sine fortællinger Købet af min bog, som blev udgivet i bogform samme år. Denne optagelse indeholder Maglekilde-Petersens sprudlende sjællandske bondedialekt og hans forskellige udtryksnuancer.

### Mesterlige musikere
Flere mesterlige danske musikere er repræsenteret i Ruben-samlingen. Blandt de mest kendte i datiden er komponist og violinist Fini Henriques, multi-instrumentalist Peder Pedersen - bedre kendt som "Jydepeter" - og de sprudlende musikere, brødrene Dominico Variali og Florindo Variali. Brødrene Variali er repræsenteret på hele fem optagelser fra 1894, hvor Dominico spiller klaver og Florindo violin eller klaver. Disse optagelser er blandt de bedst bevarede i Ruben-samlingen. Klaver var dengang et af de sværeste instrumenter at få en god optagelse af. 
 Der er bl.a. en optagelse af brødrene, der spiller den kendte "Toreadorens sang" fra operaen Carmen på violin med klaverakkompagnement.
Derudover findes tre optagelser af Nationalmuseets bronzealder-lurer, som i 1892 blev restaureret til lyddemonstration. De 3.000 år gamle nationalklenodier blev i 1894 foreviget på Thomas Edisons valser ved lurblæs på et af lurparrene af Kongelig Kapelmusiker August Petersen senior og førstebasunist i Tivolis koncertsals-orkester Carl Christensen.
Blandt optagelserne i samlingen findes harmonium-udgave af ”Postludium nr. 1” fra Seks postludier for orgel af komponist og organist Hans Matthison-Hansen spillet af en ukendt Kandidat Grønbech (muligvis Vilhelm Grønbech). Dette er, ud over salmen "Det er så yndigt at følges ad" i et arrangement for basunkvartet, Ruben-samlingens eneste eksempel på kirkemusik.
En håndfuld af valserne indeholder optagelser med ukendte instrumentalister, der bl.a. spiller stykker af Hartmann, Grieg og Mendelssohn. Grundet manglende oplysninger på valsernes etiketter, er det stadig uvist hvilke instrumentalister, der spiller på lydoptagelserne. Optagelserne er soloer og duetter af instrumenter som bl.a. kornet, trompet og klaver.

### Militærmusikken spiller op
I 1890 var de militære musikkorps en stor del af musiklivet i de større byer. De havde akkompagnerende funktion i militært øjemed, men var også tilgængelige for folket til gratis udendørskoncerter, på torve, i parker og ved diverse mærkedage. At orkestrenes musik reelt var tilgængelig for alle, betød også, at det var et stort musikkulturelt tab, da regimentsmusikken blev kraftigt beskåret i 1911. Edisons fonograf har dog muliggjort, at vi i dag har optagelser af den musik, som blev spillet, heriblandt konge- og nationalsangen Kong Christian stod ved højen mast og dronning Louise March, begge spillet af Ingeniørregimentets musikkorps omkring 1894.

### Udenlandske gæsteoptrædende
Ruben-samlingen består ikke udelukkende af optagelser fra København, men også af optagelser fra bl.a. England, Frankrig og USA. Disse optagelser kunne fascinere publikum med berømte stemmer og virtuose orkesterindspilninger fra det store udland og samtidig demonstrere, at lydmaskinen kunne gengive alverdens lyd hvor som helst og når som helst.
I samlingen finder man bl.a. to optagelser af den engelske militærmusiker Arthur Henry Smith optaget i London samt en optagelse fra New Jersey af en populær amerikansk lattervise The Laughing Song sunget af dens ophavsmand, George W. Johnson. Til trods for sin i dag politisk meget ukorrekte tekst med negativ og stereotypisk fremstilling af afro-amerikanere, var The Laughing Song en af tidlig fonografis bedst sælgende sange overhovedet og danner forlæg for en af dansk revyteaters store succeser. Sangen, hvis omkvæd delvist blev sunget som latter, fik særlig stor succes i Danmark i sommeren 1898, hvor den blev sunget i revyen Lige ud ad Kongevejen på Frederiksberg Morskabsteater af den populære revyskuespiller William Gerner.

## Adgang til samlingen
De digitaliserede lydoptagelser fra Rubenvalserne er tilgængelige flere steder. En komplet liste med mulighed for at downloade mp3 filer findes på Statsbibliotekets hjemmeside. Ophavsretten på valseindspilningerne er udløbet, og de er lagt ud under Creative Commons licensen CC-by, hvilket betyder, at de må frit benyttes, også til kommercielle formål, bare man angiver kilden. Derudover er indspilningerne en del af Europeana Sounds, dvs. de er søgbare via portalen Europeana.